# Drašković (Adelsgeschlecht)
| Drašković           | Drašković               |
| ------------------- | ----------------------- |
|                     |                         |
| Staat               | Kroatien                |
| Stammhaus           | Kršelac                 |
| Gründung            | 16. Jahrhundert         |
| Ethnizität          | Kroatisch               |
| Titel               | Freiherren, Grafen      |
| Ernennungen         | Bane von Kroatien       |
| Gründer             | Bartol Drašković        |
| Aktuelles Oberhaupt | Nikolaus Graf Drašković |
|                     |                         |

Adelsgeschlecht Drašković (französisch Draskovich oder deutsch Draskowitsch) ist ein altes kroatisches Adelsgeschlecht, das im Kroatien in der Habsburgermonarchie mächtig und einflussreich war. Zweige der Familie leben heute in Ungarn und Kroatien.

## Geschichtlicher Überblick
Das Adelsgeschlecht stammt, gemäß verfügbaren Quellen, von einem mittelalterlichen kroatischen Stamm namens Kršelac ab, der nicht unter den zwölf privilegierten Stämmen war. Dessen Stammesführer nahmen 1102 als Vertragspartner des Königs Koloman an dem kroatisch-ungarischen Vertrag Pacta conventa teil. Der Stamm gehörte zum niederen Adel der Region Lika.
Bis zum 15. Jahrhundert gibt es keine verlässlichen Angaben über die Mitglieder des Geschlechts. Erst 1490 nennen jene drei Dokumente, die im Ungarischen Staatsarchiv in Budapest aufbewahrt sind, „die 35 edlen Menschen des Adelsgeschlechts Drašković“. Ein Dokument von 1520 bezeichnet „Bartol Drašković von Knin“ (deutsch: Bartholomäus) als den Gründer des späteren aristokratischen Zweiges des Geschlechts.
Wegen der großen Gefahr ständiger türkischer Angriffe auf die Lika zog Bartol Drašković mit seiner Familie in die nordwestkroatische Region Pokuplje (bei Karlovac) und stärkte dort mit Ehe-Bindungen seine Position. Er hatte drei Söhne: Georg (kroat. Juraj), der Ban von Kroatien, Bischof von Zagreb, Fünfkirchen und Raab, Erzbischof von Kalocsa sowie Kardinal war, dann Kaspar (kroat. Gašpar), der 1567 den Titel „Freiherr (Baron)“ und 1569 das Schloss Trakošćan vom kroatisch-ungarischen König Maximilian erhielt, und Johann (kroat. Ivan), der als militärischer Befehlshaber 1566 während der Schlacht von Szigetvar fiel.
Seinen weiteren Aufstieg und Blüte erreichte das Adelsgeschlecht Drašković in der Zeit von Kaspars Söhnen Johann II. (Ban von Kroatien 1596–1608) und Peter, sowie seinen Enkeln Johann III. (Ban von Kroatien 1640–1646, ungarischer Palatin 1646–1648). Vom kroatisch-ungarischen König Ferdinand II. erhielt das Geschlecht 1631 den Titel „Graf“ verliehen.

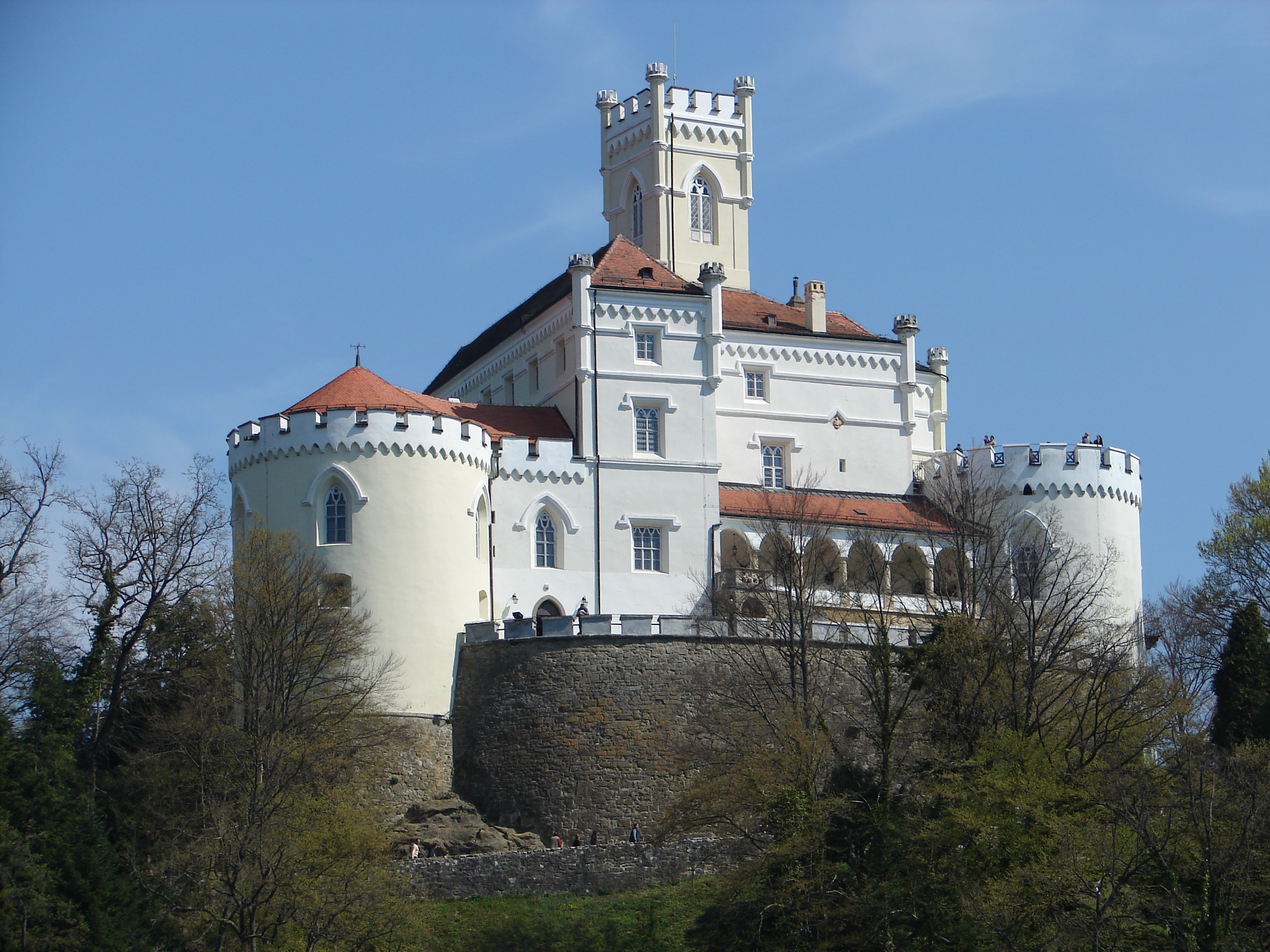
Trakošćan, Schloss der Draškovićs

Im Laufe des 17., 18. und 19. Jahrhunderts übten die Mitglieder des Adelsgeschlechts viele kirchliche, militärische und staatliche Funktionen aus; sie waren Bischöfe, Erzbischöfe und Kardinäle, Generäle und Untermarschälle sowie königliche Kanzler, Hofberater und Richter. Sie waren sowohl berühmte Feldherren in den Kriegen gegen die Osmanen, als auch Schriftsteller und große Mäzene der Kunst und Kultur. Sie besaßen viele Güter, Schlösser, Gutshöfe und Paläste nicht nur in Kroatien, sondern in der gesamten damaligen habsburgischen Monarchie.

## Heutige Situation
Seit Mitte des 19. Jahrhunderts besitzt die Familie das Schloss Draskovich  in Güssing (Burgenland), ein ursprünglich Batthyány'scher Besitz. 
Der von General Josef Kasimir Drašković abstammende Sohn Karl Drašković (Draskovich), der 1945 alles Vermögen in Kroatien verloren hatte und jahrelang in Österreich gelebt hatte, kehrte 1992 zusammen mit dem Sohn Nikolaus auf seinen alten Besitz in Veliki Bukovec bei Ludbreg in Nordkroatien zurück und betrieb bis zu seinem Tod 2019 Landwirtschaft. Sein Nachfolger ist Sohn Nikolaus, der mit seiner Frau Ruja drei Kinder hat. 
Die Nachfolger des zweiten verbliebenen Zweiges des Geschlechts leben heute in Ungarn. Die in Budapest geborenen Brüder Karl (* 1968), Georg (* 1970) und Peter (* 1971) stammen von Karl I. Drašković (1807–1855) ab, dem Besitzer von Schloss Bisag in der Gespanschaft Varaždin (Nordkroatien).

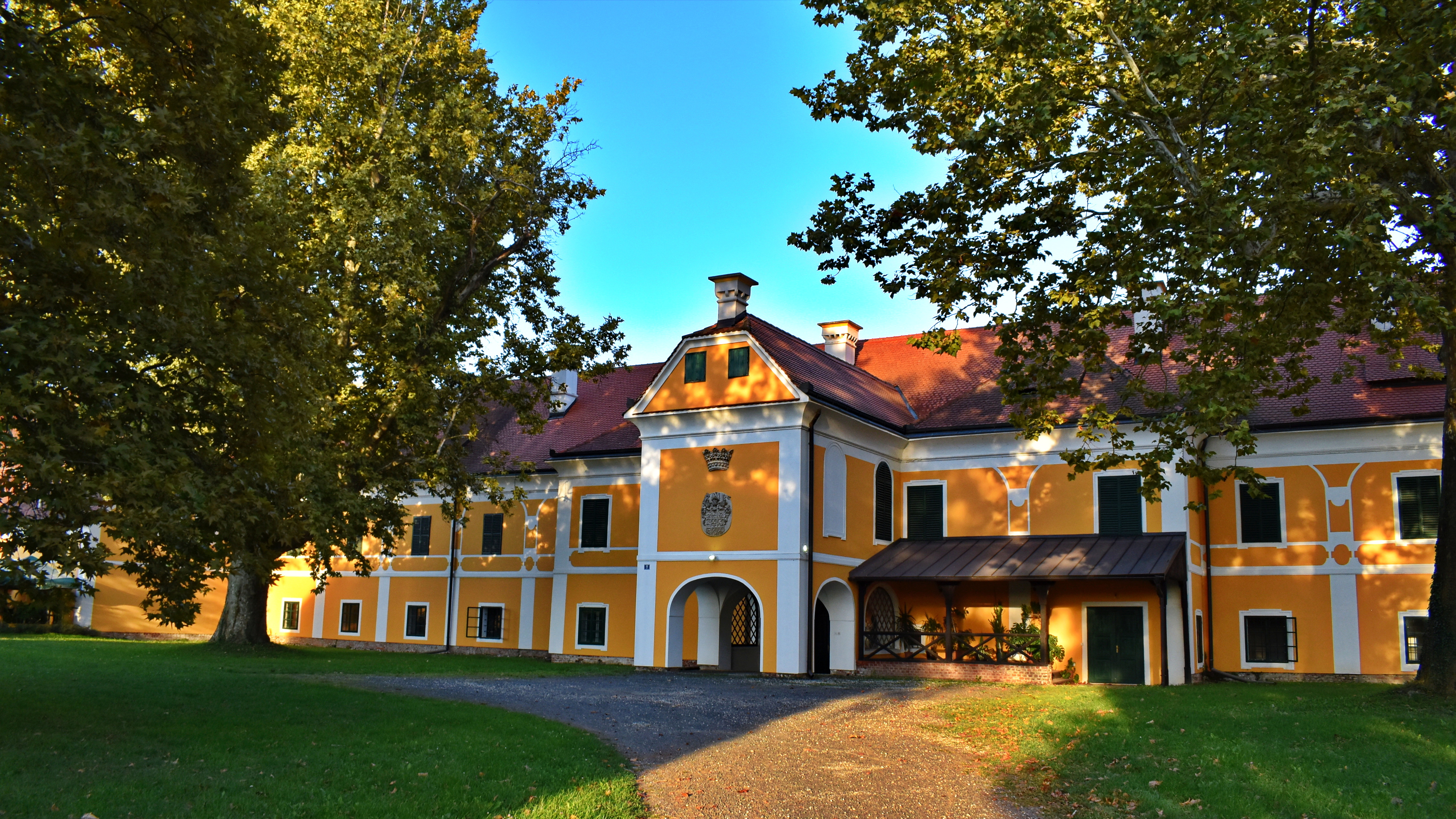
Veliki Bukovec bei Ludbreg, Kroatien
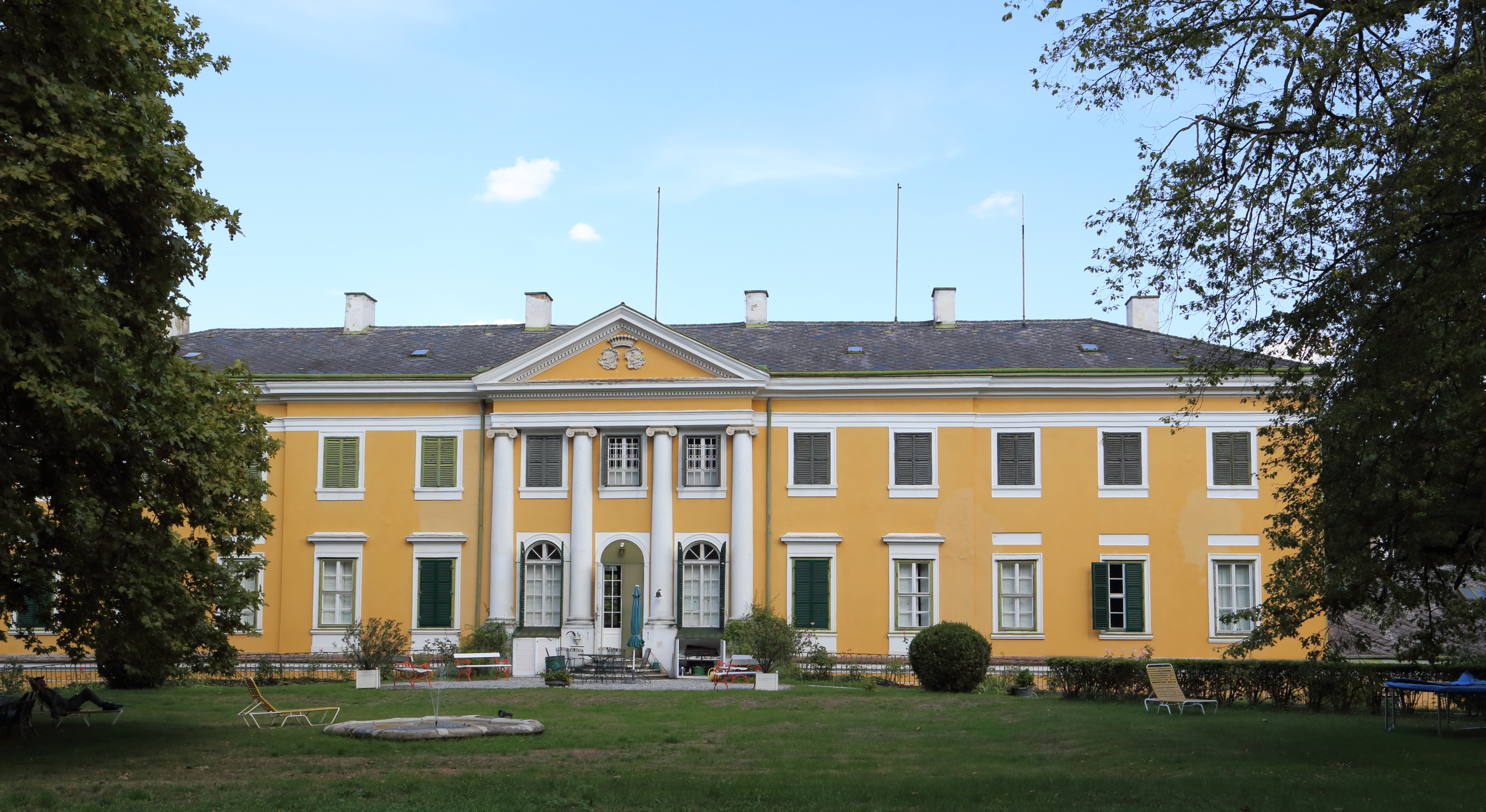
Schloss Draskovich  in Güssing (Burgenland)

## Bekannte Angehörige des Adelsgeschlechts
- Bartolomäus Drašković „von Knin“ († 1538)
- Georg (1515–1587), Bischof, Kardinal und Ban von Kroatien 1567–1576
- Kaspar (1530–1591), erhielt 1567 den Titel „Freiherr (Baron)“ und 1569 das Schloss Trakošćan

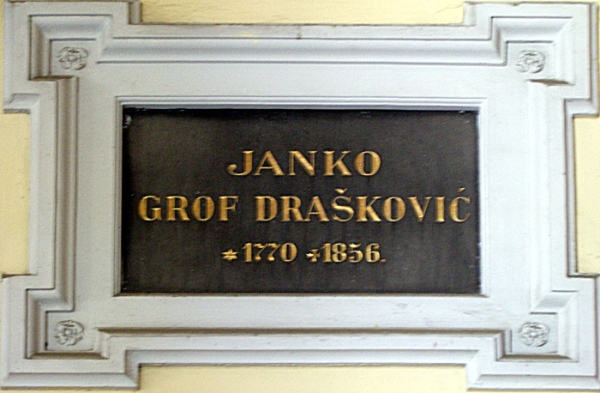
Inschrift auf dem Grab von Janko Graf Drašković auf dem Zagreber Mirogoj-Friedhof

- Johann I. (*? –1566), militärischer Befehlshaber in der Schlacht von Szigetvar
- Johann II. (1550–1613), Kaspars Sohn, Ban von Kroatien 1596–1608
- Johann III. (1595 oder 1603–1648), Sohn von Johann II, Ban von Kroatien 1640–1646, ungarischer Palatin 1646–1648, erhielt 1631 den Titel „Graf“
- Georg III. (1599–1650), Sohn von Johann II., Bischof von Fünfkirchen 1628–1630
- Nikolaus II. (1625–1687), Sohn von Johann III., königlicher und kaiserlicher Kammerherr, Hofrat und Hofrichter
- Johann V. Anton (1660–1733), Enkel von Johann III., Ban von Kroatien 1732–1733
- Josef Kasimir (1714 oder 1716–1765), Sohn von Johann V. Anton, General und Untermarschall der Österreichischen Reichsarmee
- Hannes (Jann) (1770–1856), Enkel von Josef Kasimir, kroatischer Gelehrter, Reformator und Politiker
- Georg V. (1803 oder 1804–1889), Sohn von Josef und Urenkel von Josef Kasimir, General und Untermarschall der Österreichischen Reichsarmee
- Maria Gräfin Drašković von Trakošćan (1904–1969), Tochter des Grafen Dionys Drašković von Trakošćan und der Prinzessin Julia von Montenuovo heiratete am 3. September 1930 Albrecht Prinz von Bayern, von 1955 bis 1996 Oberhaupt des Hauses Wittelsbach

## Fotos
| Georg /Juraj II./ (1515–1587) | Kaspar /Gašpar I./ (1530–1591) | Johann III. /Ivan III./ (1595?–1648) | Nikolaus II. /Nikola II./ (1625?–1687) | Johann V. Anton /Ivan V./ (1660–1733) | Hannes (Jann) /Janko/ (1770–1856) |